# Rick DiPietro
Rick DiPietro (* 19. September 1981 in Winthrop, Massachusetts) ist ein ehemaliger US-amerikanischer Eishockeytorwart, der zuletzt bei den Charlotte Checkers in der American Hockey League unter Vertrag stand und zuvor 13 Jahre in der National-Hockey-League-Organisation der New York Islanders verbrachte. Größtenteils bedingt durch enorme Verletzungsprobleme gelang es DiPietro während seiner aktiven Karriere nicht, die in ihn gesetzten Erwartungen als Gesamterster im NHL Entry Draft 2000 zu erfüllen und sich dauerhaft als Leistungsträger zu etablieren.

## Karriere
Rick DiPietro spielte ab 1997 im Nachwuchsprogramm des U18-Nationalteams der USA. In seinem zweiten Jahr brachte er hervorragende Leistungen und konnte 22 seiner 30 Spiele gewinnen. 1999 ging er auf die Boston University und spielte für deren Eishockeyteam. Auch dort brachte er sehr gute Leistungen und wurde zum Lohn als Rookie des Jahres sowie ins Second Allstar-Team der Hockey East-Conference der NCAA gewählt. In seinem letzten Spiel stellte er einen NCAA-Rekord auf, als er in einem Playoff-Spiel über 123 Minuten 77 Schüsse halten konnte und damit so viele Paraden in einem Spiel zeigte, wie noch kein anderer Torhüter. Trotzdem verlor sein Team am Ende mit 2:3.
Nur drei Monate später war Rick DiPietro der erste Spieler, der beim NHL Entry Draft 2000 ausgewählt wurde und galt damals als eines der größten Torhüter-Talente, was dadurch unterstrichen wird, dass er der erste Torhüter überhaupt ist, der an Position eins im NHL Entry Draft ausgewählt wurde. Es waren die New York Islanders, die sich entschieden ihn zu draften. Er wurde sofort in den NHL-Kader des Teams übernommen und absolvierte mit 19 Jahren 20 Spiele in seiner ersten Saison. Nebenbei wurde er auch in der International Hockey League eingesetzt. Nach der Saison durfte er mit dem US-Team zur Weltmeisterschaft fahren.
In der Saison 2001/02 kam er nur bei den Bridgeport Sound Tigers in der AHL zum Einsatz, da die Islanders mit Garth Snow und Chris Osgood zwei erfahrene und etablierte Torhüter im Kader hatten. In der nächsten Saison spielte DiPietro wieder in der NHL, kam auf insgesamt zehn Einsätze, blieb aber auch weiterhin im AHL-Kader von Bridgeport, wo er seine beste Saison spielte mit einem Gegentorschnitt von 2,14 und einer Fangquote von 92,4 Prozent. Nachdem Chris Osgood das Team verlassen hatte, wurde DiPietro in der Saison 2003/04 als Stammtorhüter eingesetzt und erreichte mit seinem Team die Playoffs, scheiterte aber schon in der ersten Runde. 2006 verpasste er die Runde der besten 8 Teams der Eastern Conference.

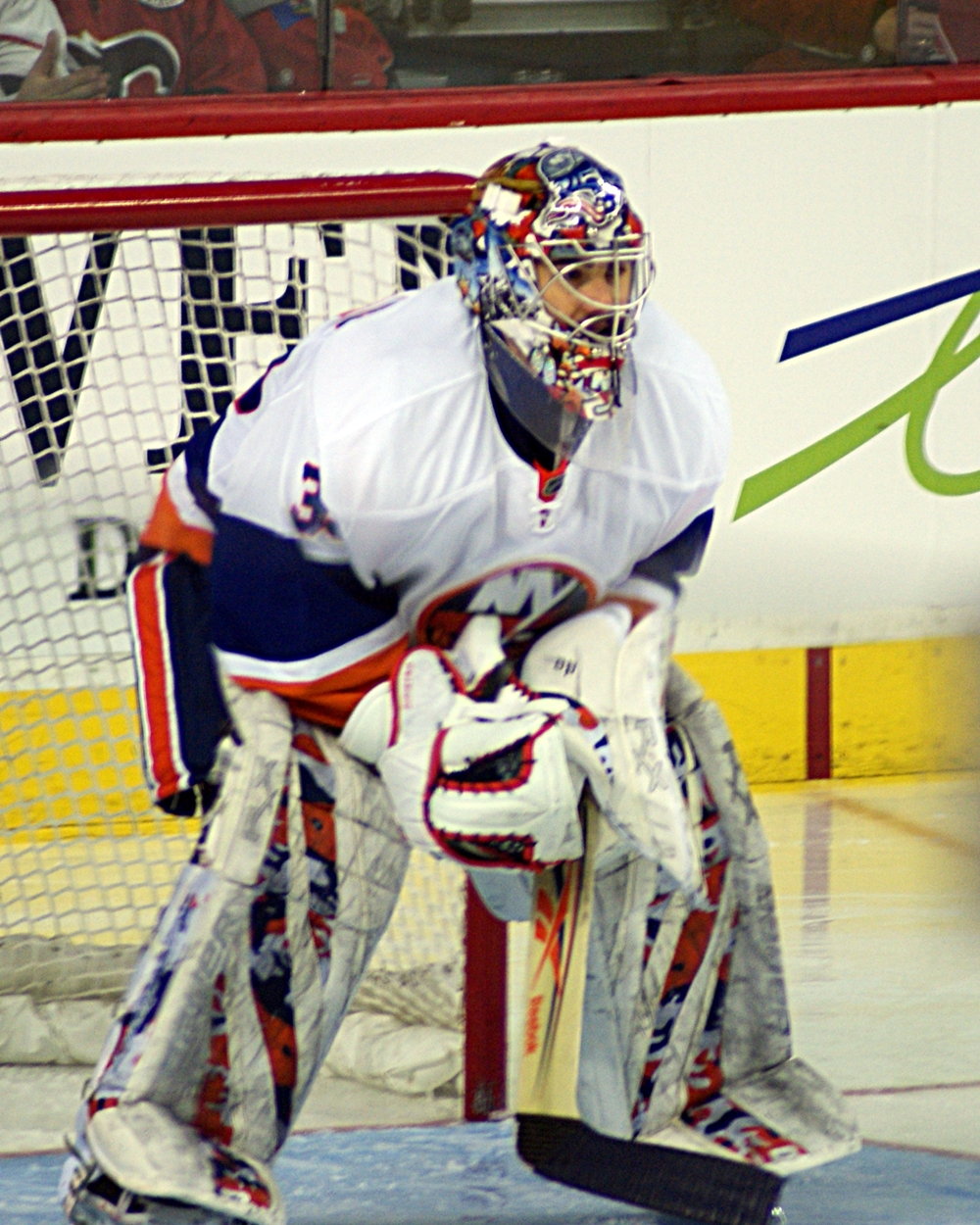
DiPietro im Trikot der New York Islanders

Im September 2006 unterschrieb DiPietro bei den Islanders einen NHL-Rekord-Vertrag bis 2021 mit einem kolportierten Gesamtgehalt von 67,5 Millionen US-Dollar. Während der Saison 2006/07 etablierte er sich endgültig unter den besten Torhütern der NHL und war immer wieder ein wichtiger Rückhalt des Teams im Kampf um die Playoff-Plätze. Nach einigen kleineren Verletzungen fiel er allerdings während der heißen Phase der Saison im März 2007 für mehrere Spiele aus, nachdem er mit einem Gegenspieler zusammengeprallt war und unter einer Gehirnerschütterung litt. Ersatztorhüter Mike Dunham konnte den Ausfall von DiPietro nicht kompensieren und die Islanders verloren den Anschluss zu den Playoff-Rängen. Ohne DiPietro, aber mit Wade Dubielewicz im Tor, erreichten die Islanders doch noch einen Playoff-Platz. DiPietro wurde im ersten Playoff-Spiel gegen die Buffalo Sabres noch durch Dubielewicz vertreten, konnte im zweiten Spiel aber wieder eingesetzt werden.
In der Saison 2007/08 konnte DiPietro anfangs an seine guten Leistungen anknüpfen und wurde zum NHL All-Star Game eingeladen. In der zweiten Saisonhälfte waren seine Leistungen jedoch nicht mehr konstant; im März 2008 musste er die Saison vorzeitig wegen einer Hüftverletzung beenden. Am 8. Januar 2010 gab DiPietro nach über einjähriger Verletzungspause sein NHL-Comeback bei der 3:4-Niederlage im Spiel gegen die Dallas Stars. Zuvor hatte er schon bei den Bridgeport Sound Tigers in der American Hockey League Spielpraxis gesammelt.
Da sich zu Beginn der Spielzeit 2012/13 die Spielergewerkschaft und Teambesitzer auf keine Erneuerung des NHL Collective Bargaining Agreement von 2005 einigen konnten, kam es am 15. September zur Aussperrung der Spieler seitens ihrer Teambesitzer und somit zum Lockout. Am 10. Oktober 2012 wechselte er als zweiter NHL-Profi nach Matt D’Agostini zum SC Riessersee in die 2. Eishockey-Bundesliga, kam dort allerdings nur in einem Spiel zum Einsatz. Nach dem Ende des Lockouts im Januar 2013 kehrte er zu den Islanders zurück, konnte dort mit zwölf Gegentoren in drei Einsätzen aber ebenfalls nicht überzeugen. Daraufhin wurde er zu den Bridgeport Sound Tigers in die AHL geschickt und absolvierte dort im Laufe der Saison insgesamt 18 Spiele. Im Juli 2013 wurde sein Kontrakt von den New York Islanders frühzeitig ausbezahlt (buy out).
Im Oktober 2013 unterschrieb DiPietro einen Probevertrag (try-out) bei den Charlotte Checkers, für die er anschließend in der AHL fünf Partien mit einem katastrophalen Gegentorschnitt von 5,28 sowie einer Fangquote von 84,6 % bestritt und daraufhin auf eigenen Wunsch aus seinem Kontrakt entlassen wurde. Seit August 2014 arbeitet der US-Amerikaner als Radiomoderator beim New Yorker Sender ESPN 98.7. und gab infolgedessen das Ende seiner aktiven Profikarriere als Eishockeytorwart bekannt.

### International
DiPietro wurde im Jahr 2004 für den World Cup of Hockey als Torhüter in die US-amerikanische Eishockeynationalmannschaft berufen. Außerdem spielte er bei der Eishockey-Weltmeisterschaft 2005 sowie bei den Olympischen Spielen 2006. Schon 2000 stand er bei der Junioren-Weltmeisterschaft im Tor.

## Erfolge und Auszeichnungen
| - 2000 Hockey East Rookie of the Year - 2000 Hockey East Second All-Star Team - 2000 Hockey East All-Rookie Team | - 2002 Teilnahme am AHL All-Star Classic - 2008 Teilnahme am NHL All-Star Game |

### International
- 2000 All-Star-Team der U20-Junioren-Weltmeisterschaft
- 2000 Bester Torhüter der U20-Junioren-Weltmeisterschaft